# Plagiodera californica
Plagiodera californica är en skalbaggsart som först beskrevs av Rogers 1856.  Plagiodera californica ingår i släktet Plagiodera och familjen bladbaggar. Inga underarter finns listade i Catalogue of Life.